# Liste der Monuments historiques in Ozillac
Die Liste der Monuments historiques in Ozillac führt die Monuments historiques in der französischen Gemeinde Ozillac auf.

## Liste der Bauwerke
| Bezeichnung      | Beschreibung              | Standort | Kennzeichnung | Schutzstatus | Datum | Bild           |
| ---------------- | ------------------------- | -------- | ------------- | ------------ | ----- | -------------- |
| Kirche St-Michel | Erbaut im 12. Jahrhundert | (Lage)   | PA17000028    | Inscrit      | 2000  | weitere Bilder |

## Liste der Objekte

### Kirche St-Michel
| Bezeichnung                                 | Beschreibung                     | Standort | Kennzeichnung | Schutzstatus | Datum | Bild |
| ------------------------------------------- | -------------------------------- | -------- | ------------- | ------------ | ----- | ---- |
| Glocke                                      | Bronze                           | (Lage)   | PM17001823    | Inscrit      | 1997  |      |
| Gemälde Beweinung Christi                   | Öl auf Leinwand, 1785            | (Lage)   | PM17000232    | Classé       | 1980  |      |
| Gemälde Sankt Michael erschlägt den Drachen | Öl auf Leinwand, 18. Jahrhundert | (Lage)   | PM17000932    | Inscrit      | 1976  |      |